# 文部科學大臣
文部科學大臣（日语：／ Monbu kagaku daijin），可簡稱為文科相，是日本的國務大臣，掌管文部科學省，其職務與他國之教育部部長類似。
文部科學大臣前身為文部大臣，掌管文部省。

## 概要
2001年（平成13年）1月6日中央省廳再編，過去的文部省（明治4年7月18日〈1871年9月2日〉至2001年〈平成13年〉1月5日）與科學技術廳整合，文部大臣與科學技術廳長官職務由文部科學大臣繼承。

## 職務與權限劃分
中央省廳再編時，內閣府新設「綜合科學技術會議」（「重要政策相關會議」之一）。科學技術的「政策部分」非由文部科學大臣負責，而是科學技術政策擔當的內閣府特命擔當大臣（未指明擔當大臣時由內閣總理大臣擔任）主掌。

## 歷代文部科學大臣
| 代 | 姓名       | 內閣                                    | 就任日期                   | 黨派                           |
| -- | ---------- | --------------------------------------- | -------------------------- | ------------------------------ |
| 1  | 町村信孝   | 第2次森改造內閣（再編後）               | 2001年（平成13年）1月6日   | 自由民主黨（森派）             |
| 2  | 遠山敦子   | 第1次小泉內閣 第1次小泉第1次改造內閣    | 2001年（平成13年）4月26日  | 民間                           |
| 3  | 河村建夫   | 第1次小泉第2次改造內閣                  | 2003年（平成15年）9月22日  | 自由民主黨（江藤、龜井派）     |
| 4  | 河村建夫   | 第2次小泉內閣                           | 2003年（平成15年）11月19日 | 自由民主黨（龜井派）           |
| 5  | 中山成彬   | 第2次小泉改造內閣                       | 2004年（平成16年）9月27日  | 自由民主黨（森派）             |
| 6  | 中山成彬   | 第3次小泉內閣                           | 2005年（平成17年）9月21日  | 自由民主黨（森派）             |
| 7  | 小坂憲次   | 第3次小泉改造內閣                       | 2005年（平成17年）10月31日 | 自由民主黨（舊橋本派）         |
| 8  | 伊吹文明   | 第1次安倍內閣 第1次安倍改造內閣         | 2006年（平成18年）9月26日  | 自由民主黨（伊吹派）           |
| 9  | 渡海紀三朗 | 福田康夫內閣                            | 2007年（平成19年）9月26日  | 自由民主黨（山崎派）           |
| 10 | 鈴木恒夫   | 福田康夫改造內閣                        | 2008年（平成20年）8月2日   | 自由民主黨（麻生派）           |
| 11 | 鹽谷立     | 麻生內閣                                | 2008年（平成20年）9月24日  | 自由民主黨（町村派）           |
| 12 | 川端達夫   | 鳩山由紀夫內閣                          | 2009年（平成21年）9月16日  | 民主黨（川端集團、舊民社集團） |
| 13 | 川端達夫   | 菅直人內閣                              | 2010年（平成22年）6月8日   | 民主黨（川端集團、舊民社集團） |
| 14 | 高木義明   | 第1次菅直人改造內閣 第2次菅直人改造內閣 | 2010年（平成22年）9月17日  | 民主黨（舊民社集團）           |
| 15 | 中川正春   | 野田內閣                                | 2011年（平成23年）9月2日   | 民主黨（羽田集團）             |
| 16 | 平野博文   | 第1次野田改造內閣 第2次野田改造內閣     | 2012年（平成24年）1月13日  | 民主黨（鳩山集團）             |
| 17 | 田中真紀子 | 第3次野田改造內閣                       | 2012年（平成24年）10月1日  | 民主黨（小澤集團）             |
| 18 | 下村博文   | 第2次安倍內閣                           | 2012年（平成24年）12月26日 | 自由民主黨（町村派）           |
| 19 | 下村博文   | 第3次安倍內閣                           | 2014年（平成26年）12月24日 | 自由民主黨（町村派）           |
| 20 | 馳浩       | 第3次安倍改造內閣                       | 2015年（平成27年）10月7日  | 自由民主黨（細田派）           |
| 21 | 松野博一   | 第3次安倍第2次改造內閣                  | 2016年（平成28年）8月3日   | 自由民主黨（細田派）           |
| 22 | 林芳正     | 第3次安倍第3次改造內閣                  | 2017年（平成29年）8月3日   | 自由民主黨（岸田派）           |
| 23 | 林芳正     | 第4次安倍內閣                           | 2017年（平成29年）11月1日  | 自由民主黨（岸田派）           |
| 24 | 柴山昌彦   | 第4次安倍第1次改造內閣                  | 2018年（平成30年）10月2日  | 自由民主黨（細田派）           |
| 25 | 萩生田光一 | 第4次安倍第2次改造内閣                  | 2019年（令和元年）9月11日  | 自由民主黨（細田派）           |
| 26 | 萩生田光一 | 菅義偉內閣                              | 2020年（令和2年）9月16日   | 自由民主黨（細田派）           |
| 27 | 末松信介   | 第一次岸田內閣                          | 2021年（令和3年）10月4日   | 自由民主黨（細田派-安倍派）    |
| 28 | 末松信介   | 第二次岸田內閣                          | 2021年（令和3年）11月10日  | 自由民主黨（細田派-安倍派）    |
| 29 | 永岡桂子   | 第二次岸田第1次改造内閣                 | 2022年（令和4年）8月10日   | 自由民主黨（麻生派）           |
| 30 | 盛山正仁   | 第二次岸田第2次岸田改造内閣             | 2023年（令和5年）9月13日   | 自由民主黨（岸田派）           |
| 31 | 阿部俊子   | 石破內閣                                | 2024年（令和6年）10月1日   | 自由民主黨（無派閥）           |

## 外部連結
- 歷代文部科學大臣：文部科學省 （页面存档备份，存于）